# Jontay Porter
Jontay Porter, född 5 november 1999 i Columbia i Missouri, är en amerikansk professionell basketspelare (C/PF) som sist spelade för Toronto Raptors i National Basketball Association (NBA). Han har tidigare spelat för Memphis Grizzlies.
Porter blev aldrig NBA-draftad.
Innan han blev proffs studerade Porter, tillsammans med sin bror Michael Porter Jr., vid University of Missouri och de båda spelade för universitetets idrottsförening Missouri Tigers.